# Рентам (Массачусетс)
Рентам (англ. Wrentham) — місто (англ. town) в США, в окрузі Норфолк штату Массачусетс. Населення — 12 178 осіб (2020).

## Демографія
Згідно з переписом 2010 року, у місті мешкало 10 955 осіб у 3703 домогосподарствах у складі 2838 родин. Було 3869 помешкань
Расовий склад населення:
| - 97,1 % — білих - 1,0 % — азіатів - 0,6 % — чорних або афроамериканців - 0,2 % — корінних американців |

До двох чи більше рас належало 1,0 %. Частка іспаномовних становила 1,2 % від усіх жителів.
За віковим діапазоном населення розподілялося таким чином: 26,1 % — особи молодші 18 років, 61,0 % — особи у віці 18—64 років, 12,9 % — особи у віці 65 років та старші. Медіана віку мешканця становила 43,6 року. На 100 осіб жіночої статі у місті припадало 97,2 чоловіків;  на 100 жінок у віці від 18 років та старших — 93,0 чоловіків також старших 18 років.
Середній дохід на одне домашнє господарство  становив 135 705 доларів США (медіана — 107 444), а середній дохід на одну сім'ю — 165 199 доларів (медіана — 139 167). Медіана доходів становила 84 220 доларів для чоловіків та 59 288 доларів для жінок. За межею бідності перебувало 5,1 % осіб, у тому числі 2,7 % дітей у віці до 18 років та 11,4 % осіб у віці 65 років та старших.
Цивільне працевлаштоване населення становило 6143 особи. Основні галузі зайнятості: освіта, охорона здоров'я та соціальна допомога — 22,8 %, науковці, спеціалісти, менеджери — 15,9 %, виробництво — 9,9 %, роздрібна торгівля — 9,7 %.